# Oud Ade
Oud Ade is een dorp in de Nederlandse provincie Zuid-Holland, behorend tot de gemeente Kaag en Braassem. Het ligt verdeeld over de Vrouw Vennepolder en de Akkerslootpolder. Het is aan het begin van de 19e eeuw rond de Sint-Bavokerk ontstaan. Tot 1 januari 2009 viel Oud Ade onder de gemeente Alkemade.
Het dorp ligt in het westen van het Groene Hart, in een gebied waarin diverse poldermolens staan. De Vrouw Vennemolen, een wipmolen, bevindt zich ten westen van het dorp en een tweede wipmolen, de Rode Molen, ligt iets verderop. Ten oosten van het dorp bevindt zich de Akkerslootmolen. De vlakbijgelegen Kagerplassen zijn geliefd bij watersporters. Het dorp heeft als toeristische voorzieningen een jachthaven en enkele campings.

## Bekende inwoners
- Lisette van der Geest 1983, schaatsster

## Geboren
- Clemens Wisse 1935, schrijver van boerenromans
- Monique Velzeboer 1969, fotograaf en shorttracker met verschillende Olympische medailles

## Foto's

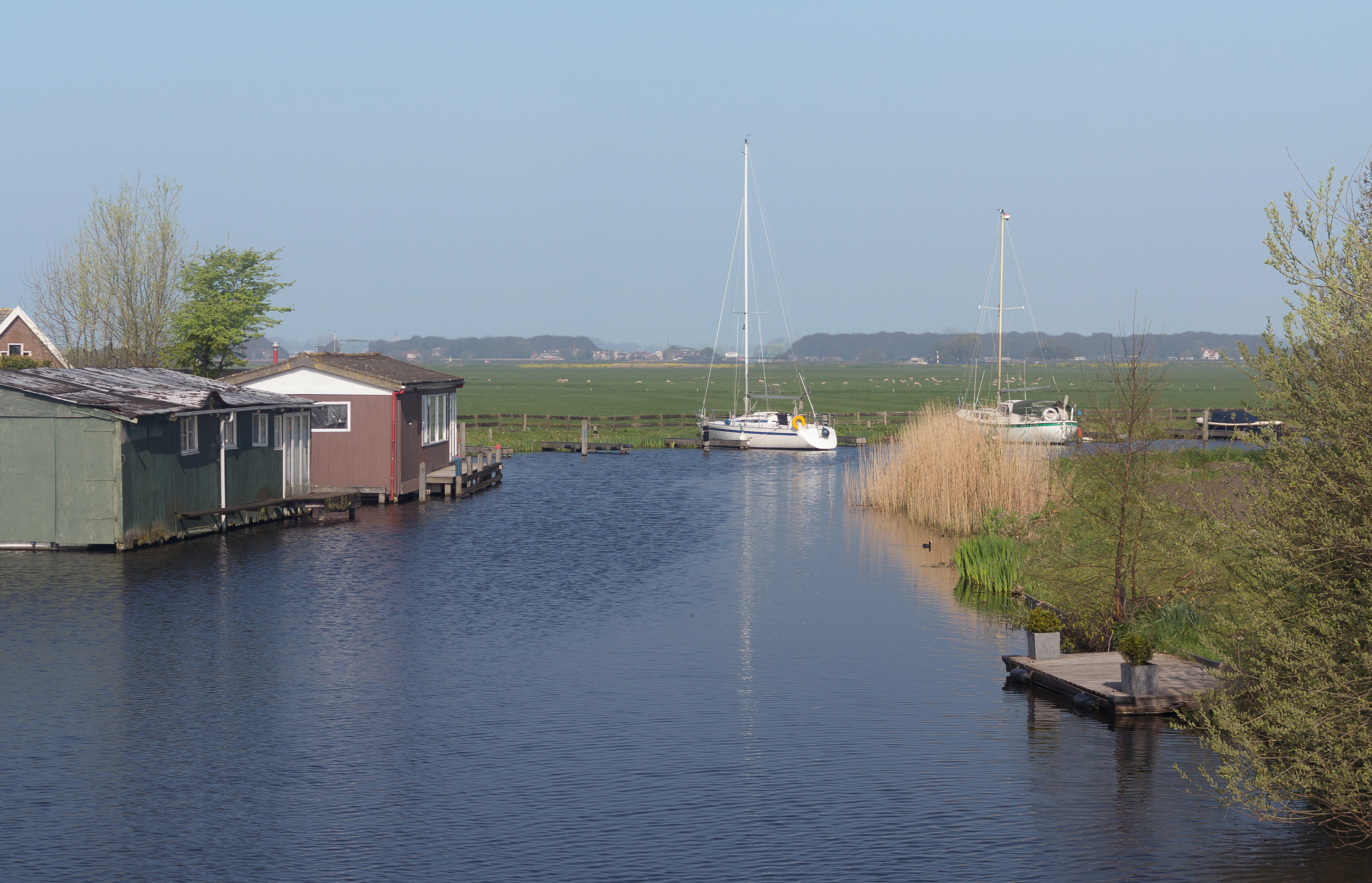
Polderpanorama tussen Oud Ade en Warmond
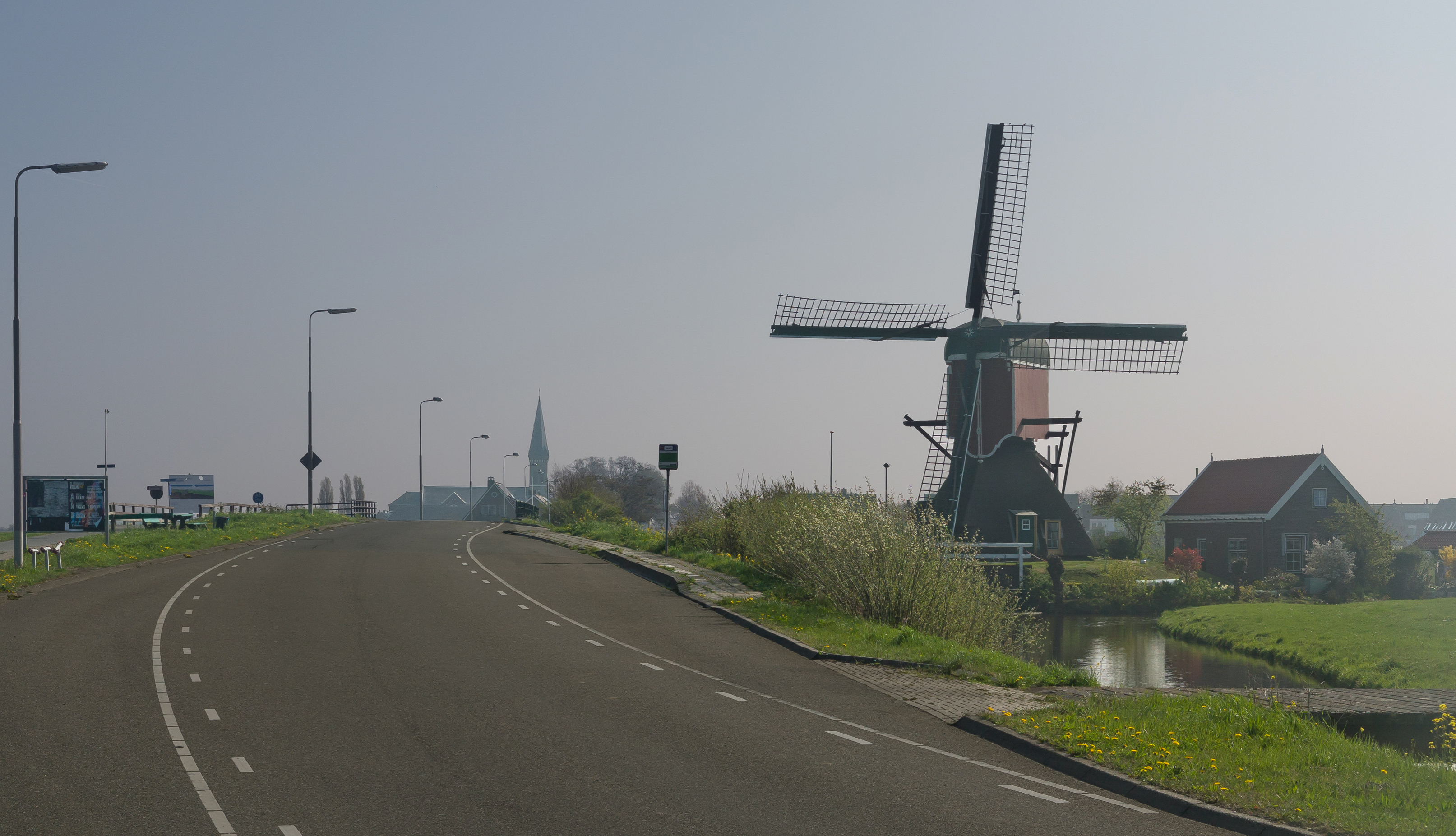
De Vrouw Vennemolen
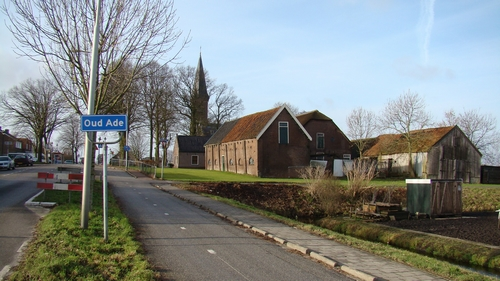
Entree
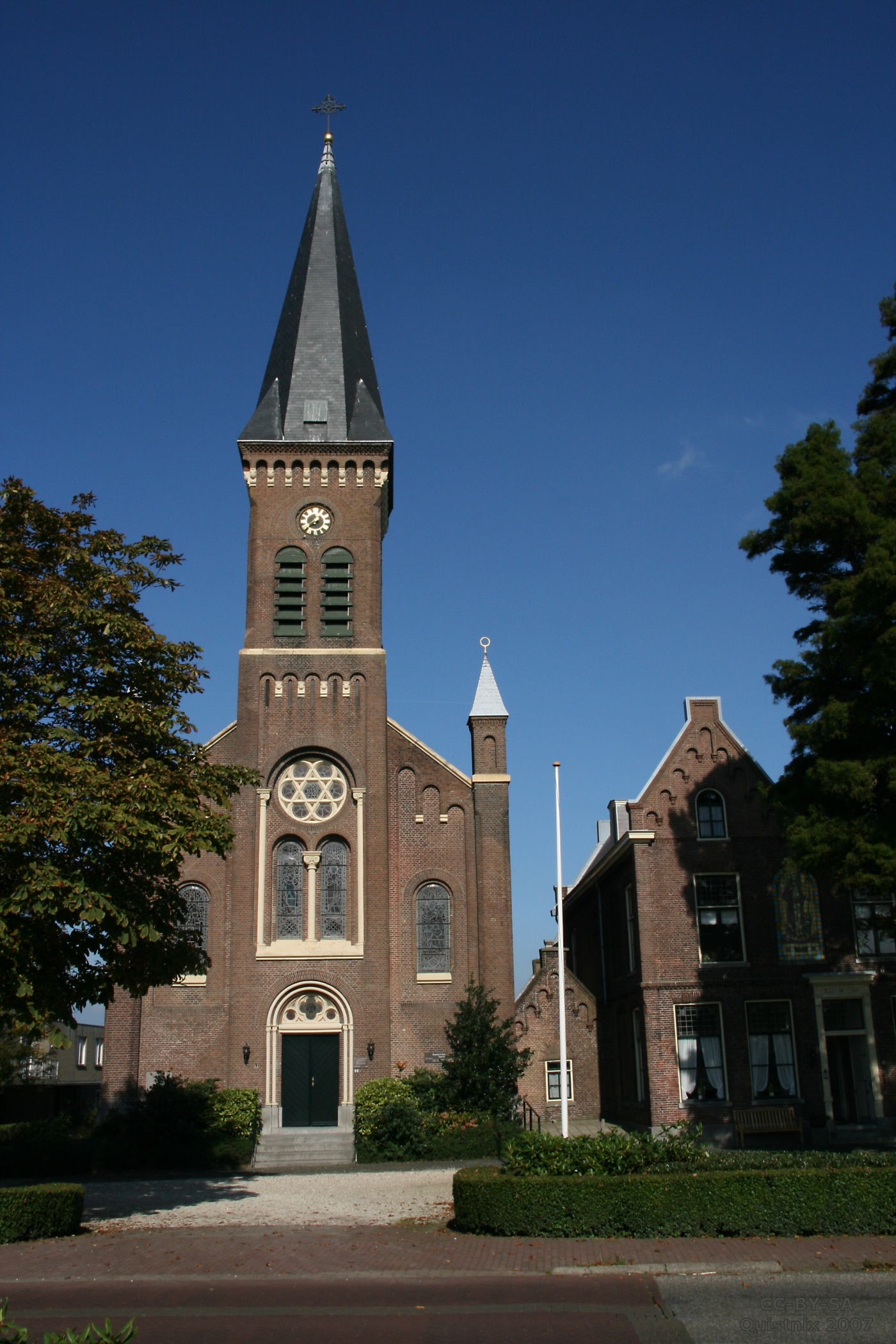
RK kerk

## Monumenten
- Lijst van rijksmonumenten in Oud Ade
- Lijst van gemeentelijke monumenten in Oud Ade

## Websites
- Gemeente Kaag en Braassem

- Library of Congress Control Number: n89121327
- Nationale Bibliotheek van Israël: 987007567551605171
- Virtual International Authority File: 134989228

Dorpen: Hoogmade · Kaag · Leimuiden · Nieuwe Wetering · Oud Ade · Oude Wetering · Rijnsaterwoude · Rijpwetering · Roelofarendsveen · Woubrugge

Buurtschappen: Bilderdam · Ofwegen · Vriezekoop · Zevenhuizen

Zuid-Holland: Steden en dorpen      Nederland: Provincies · Gemeenten